# Abigail Fillmore
Abigail Fillmore (Stillwater, New York, SAD, 13. ožujka 1798. — Washington, SAD, 30. ožujka 1853.), bila je supruga 13. američkog predsjednika Millarda Fillmorea. U Bijeloj kući bila je kao Prva dama od 9. srpnja 1850. do 4. ožujka 1853.